# Principina Terra
Principina Terra est une frazione située sur la commune de Grosseto, en Toscane, Italie.

## Géographie
Le village, ou quartier, est situé à 3 km au sud-ouest du centre de la ville de Grosseto, à mi-chemin de Principina a Mare et Marina di Grosseto.

## Monuments
- Ferme du Principina, ancienne ferme du XVIIIe siècle, qui a appartenu à la famille Ponticelli à la fin du XIXe siècle, avec un rôle important dans le développement économique de la Maremme après de la réforme agraire, aujourd'hui c'est un célèbre  gîte rural et hôtel 4 étoiles.
- L'église Annunciazione (1929), chapelle patricienne dans la ferme.
- L'église San Carlo Borromeo (2009), église paroissiale moderne de Principina, construit dans le centre du village en dehors de la propriété de la ferme.